# Kęstutis Trečiokas

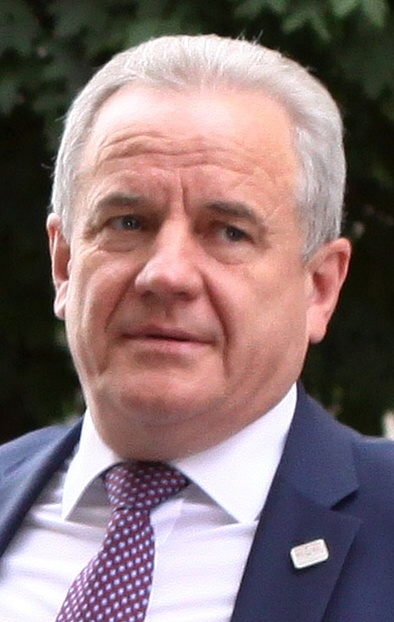
Kęstutis Trečiokas, 2016

Kęstutis Trečiokas (* 3. März 1957 in Telšiai) ist ein litauischer Politiker. Von 2014 bis 2016 war er Umweltminister Litauens.

## Leben
Nach dem Abitur 1975 am Žemaitė-Gymnasium absolvierte Trečiokas 1982 das Diplomstudium der Elektromechanik an der Fakultät für Elektrotechnik am Kauno politechnikos institutas und 1991 Management an der Vilniaus universitetas.
Von 1982 bis 1993 arbeitete er als Ingenieur bei „Mastis“, von 1993 bis 1998 bei AB „Telteksa“. Von  1995 bis 2011 war Trečiokas Mitglied im Rat der Rajongemeinde Telšiai. Vom Februar 2013 bis Juli 2014 war er stellvertretender Wirtschaftsminister Litauens, Stellvertreter von Birutė Vėsaitė (* 1951) und danach von Evaldas Gustas im Kabinett Butkevičius. Vom 17. Juli 2014 bis zum 13. Dezember 2016 war er Umweltminister Litauens.
Von 1987 bis 1990 war Trečiokas Mitglied bei Lietuvos komunistų partija, 1994 bei Lietuvos centro sąjunga, ab 2002 Liberalų demokratų partija, ab 2006 bei Tvarka ir teisingumas.

## Familie
Trečiokas ist verheiratet. Mit Frau Janina Trečiokienė hat er die Söhne Darius und Martynas.